# 縁石

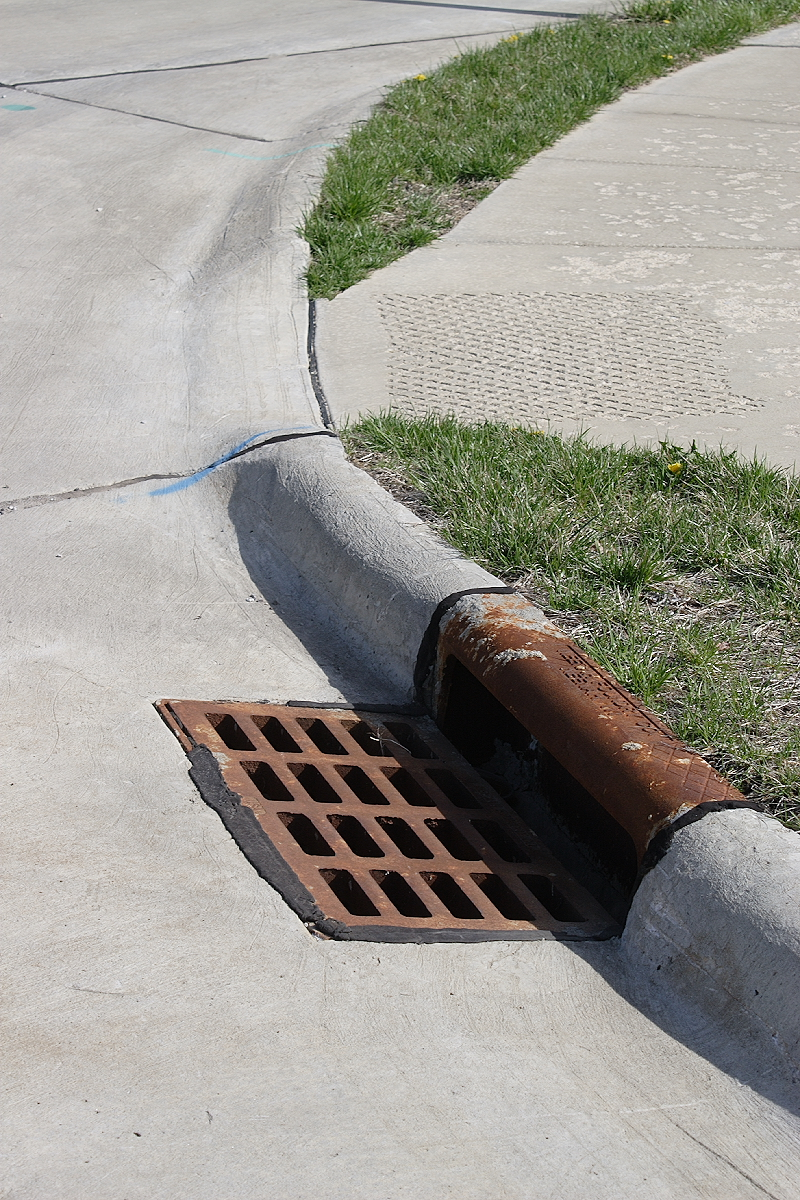
縁石とグレーチング

縁石（えんせき、ふちいし、へりいし）は、車道と、歩道、安全地帯との境界線として、路肩に敷かれるコンクリートなどで作られた棒状の石の総称。コンクリートブロックとも呼ばれる。水路用管ブロックや水路用溝ブロックと一体になった種類もある。

## 種類
縁石ブロックには次のような種類がある。
- 断面四角型[1]
- 断面L型[1]
- 断面逆T型[1]
- 断面三角型[1]